# Sphingicampa mexicana
Sphingicampa mexicana är en fjärilsart som beskrevs av Jean Baptiste Boisduval 1871/72. Sphingicampa mexicana ingår i släktet Sphingicampa och familjen påfågelsspinnare. Inga underarter finns listade i Catalogue of Life.